# Wang Ťing-wej
Wang Ťing-wej 汪精卫 (Wāng Jīngwèi, narozen jako Wang Čao-ming; 4. května 1883 - 10. listopadu 1944) byl čínský politik. Zpočátku byl členem levého křídla Kuomintangu (KMT) a vedl vládu ve Wu-chanu v opozici k pravicové vládě v Nankingu. Ale poté, co jeho úsilí o spolupráci s komunistickou stranou zkrachovalo, se stále více přikláněl k antikomunismu. Později se dokonce stal ultrapravicovým kolaborantem s Japonci.
Wang byl v posledních dvaceti letech života Sunjatsena (1866-1925) jeho blízkým spolupracovníkem. Po Sunově smrti v roce 1925 se Wang pustil do politického boje s Čankajškem o kontrolu nad Kuomintangem, ale prohrál. Wang zůstal v Kuomintangu, ale nadále měl neshody s předsedou strany. Po vypuknutí druhé čínsko-japonské války v roce 1937 přijal výzvu Japonského impéria, aby vytvořil kolaborantskou vládu v Nankingu. Wang v tomto loutkovém režimu sloužil jako hlava státu.
Zemřel krátce před koncem druhé světové války. Stále je považován za významného činitele sinchajské revoluce, jež založila v Číně republiku. Avšak jeho kolaborace je předmětem akademické debaty a čínské historické vědomí ho považuje za zrádce ve válce proti Japonsku.

## Život

### Dětství a mládí
Narodil se 4. května roku 1883 v San-šuej (三水区 Sānshuǐqū) v čínské provincii Kuang-tung (广东 Guāngdōng) do rodiny Wang. Rodina Wang původně pocházela z province Če-Ťiang (浙江 Zhèjiāng). Přestože jeho rodina nebyla v dobrém stavu, měl až do svých dvanácti let relativně šťastné dětství. Ve dvanácti letech mu zemřela matka, následující rok i jeho otec a poté dokonce i někteří sourozenci. S podporou svého nejstaršího bratra pokračoval ve školní docházce. Od svých sedmnácti let pracoval na částečný úvazek jako vychovatel, aby tak přispíval na příjem rodiny. Zdůrazňoval výcvik v historii, filosofii a literatuře. Kromě toho měl rád kaligrafii a psal poezii, dokonce publikoval svazek básní. Ve svých studiích byl velmi úspěšný, a to ho dovedlo k přestěhování se v roce 1904 do Japonska za dalším vzděláním. Japonsky se naučil velmi rychle a navštěvoval školu Tokyo Law College, kde v roce 1906 získal svůj titul. Jeho vášeň ke studiu však netrvala dlouho. Poté, co projevil velký zájem o politiku, přestal mít zájem o své další studium. Byl silně naladěn proti dynastii Čching (清朝 Qīngcháo), a to ho přimělo v roce 1905 připojit se k tajné společnosti tzv. Čínské Aliance (Tongmeihui), která měla za cíl vyhnat Mandžuy z Číny. 
Ve svém mládí se také setkal v Japonsku se Sunjatsenem, kterého silně obdivoval, stal se jeho spolupracovníkem a pracoval také jako jeho asistent. Během této doby také studoval ruský anarchismus a stal se jeho zastáncem. Nacházel se tak mezi čínskými nacionalisty v Japonsku, kteří byli ovlivnění ruským anarchismem, a publikoval řadu článků v různých časopisech.
Když mandžuská vláda přesvědčila japonské úřady, aby vykázali Sunjatsena z Japonska, Wang ho doprovázel na cestě do jihovýchodní Asie. Během této cesty potkal Chen Bijun, dceru bohaté čínské zámořské rodiny. V roce 1912 se s ní oženil. Na radu Sunjatsena a jeho dalších kolegů se Wang vrátil do Číny, kde byl zapojen do neúspěšného atentátu na knížete regenta v roce 1910. Byl zatčen a dokonce odsouzen k smrti. Jeho trest byl ale poté zmírněn na doživotí. Avšak po vypuknutí revoluce byl v roce 1911 propuštěn.

### Časná politická kariéra
Během a po Sinchajské revoluci byl Wangův politický život definován jeho opozicí vůči západnímu imperialismu. Na počátku 20. let 20. století zastával různé funkce v Sunjatsenově revoluční vládě a byl jediným členem Sunjatsenovo úzkého kruhu a doprovázel ho tak i mimo KMT území. Když Sunjatsen v roce 1925 zemřel, Wang byl považován za jednoho z hlavních uchazečů, kteří nahradí Sunjatsena jako vůdce KMT. Wang ale poté ztratil nad KMT kontrolu a v roce 1926 proběhl tzv. Zhongshan incident. Čankajšek úspěšně poslal Wanga a jeho rodinu na dovolenou do Evropy, protože pro Čankajška bylo důležité ho mít mimo Kuang-tung. Wang byl totiž vůdcem levého křídla KMT, zejména sympatizující s komunismem, a mohl se tak snadno postavit proti Čankajškovi, pokud byl zůstal v Číně a neodjel do Evropy.

### Vláda ve Wu-chanu
V roce 1926 vedl Čankajšek armádu KMT v tzv. severním pochodu ke sjednocení Číny. Oproti tomu Wang stál v čele civilní vlády KMT, která se na začátku roku 1927 přestěhovala do Wu-chanu. Na jaře roku 1927, kdy se Čankajšek a jeho pravicoví spojenci usadili v Nankingu, "očistili" komunisty od země, kterou ovládali. Wang a jeho levicoví stoupenci to odmítali a pokračovala nadále ve spolupráci s čínskými komunisty a sovětskými poradci v čele s Michailem Borodinem. V červenci 1927 se ukázalo, že Sovětský svaz zamýšlel využít KMT ve svůj prospěch. Wuchanská vláda v čele s Wangem poté vyloučila sovětské poradce a zbavila se komunistických členů (viz Incident 15. července). Od té doby až do své smrti se stal z Wanga zapřisáhlý antikomunista. Považoval komunismus a Sovětský svaz za největší hrozbu. Koncem roku 1927 opustil Čínu a vydal se do Francie. Brzy se ale vrátil a zapojil se v Číně do různých hnutí proti ústřední vládě v Nankingu.
Čankajšek v dubnu 1927 obsadil Šanghaj a zahájil krvavé potlačení podezřelých komunistů známé jako bílý teror. Během několika týdnů po potlačení komunistů v Šanghaji byla Wangova levicová vláda napadena a okamžitě se rozpadla. To znamená, že Čankajšek zůstal jediným legitimním vůdcem republiky. Vojáci KMT okupující území dříve ovládané Wangem prováděli obrovské masakry podezřelých komunistů v mnoha oblastech. Wang se v obavě z odplaty jako komunistický sympatizant před útěkem do Evropy veřejně přihlásil k Čankajškovi.

### Vláda Čankajška
Mezi lety 1929 a 1930 Wang spolupracoval s Feng Jü-siangem a Jen Si-šanem kvůli vytvoření ústřední vlády v opozici k Čankajškově vládě. Wang se také zúčastnil konference pořádané Jenem za účelem vypracování nové ústavy a měl sloužit jako předseda vlády za Jena, který byl v té době prezidentem. Ale Wangovy pokusy pomoci vládě Jen Si-šana skončily v té době, když Čankajšek porazil alianci v občanské válce mezi KMT a bývalými spojenci Čankajška.
Wang se ale nevzdával a v roce 1931 se připojil k další vládě proti Čankajškovi v Kantonu. Čankajšek ale tento režim porazil a Wang se musel s Čankajškovou vládou v Nankingu smířit. Když v roce 1932 začala bitva o Šanghaj, byl Wang jmenován premiérem. Jeho spory s Čankajškem ale stále přetrvávaly a v důsledku několika mocenských bojů v KMT byl Wang nucen strávit většinu svého času v exilu. Odcestoval do Německa, kde si udržoval kontakt s Adolfem Hitlerem.
Co se týká Japonska, Wang a Čankajšek zastávali odlišný názor. Wang byl silně proti pesimismu ohledně schopnosti Číny porazit Japonsko ve válce. Byl proti jakémukoliv úsilí v té době podřídit Čínu Japonsku a trval na tom, aby Čína porazila Japonsko sama, bez žádné pomoci od Sovětského svazu, Británie nebo USA.
V prosinci 1935 Wang natrvalo opustil premiérskou pozici poté, co byl vážně zraněn během pokusu o atentát, který před měsícem vytvořil Wang Ja-čchiao. O rok později se Wang setkal s Čankajškem kvůli zahraniční politice. Wang prosazoval přijetí německo-japonské nabídky, aby Čína podepsala Pakt proti komiterně. Čankajšek na druhou stranu chtěl sblížení se se Sovětským svazem. 

### Smrt
V březnu 1944 odešel Wang do Japonska, aby podstoupil lékařské ošetření rány po pokusu o atentát v roce 1939. Zemřel v Nagoji dne 10. listopadu. Jeho smrt byla v Číně hlášena až odpoledne následujícího dne. Wang byl pohřben v Nankingu poblíž mauzolea Sunjatsena. Krátce po porážce Japonska vláda KMT v čele s Čankajškem přesunula své hlavní město zpět do Nankingu, kde zničila Wangovu hrobku a spálila tělo. 